# Elegáns kutyaszömörcsög
Az elegáns kutyaszömörcsög (Mutinus elegans) a szömörcsögfélék családjába tartozó, Európában, Ázsiában és Észak-Amerikában elterjedt, kellemetlen szagú gombafaj.

## Megjelenése
Az elegáns kutyaszömörcsög termőteste kezdetben egy fehér, fehéres-rózsaszínes vagy lilás tojásszerű képződmény, amely részben vagy teljesen a földbe süllyed. Általában 2-4 cm magas és 1-2 cm széles. Érése során a termőtest megreped és kiemelkedik belőle a 4-17 cm magas, 0,5-1,5 cm vastag, alul hengeres, felül elvékonyodó tönk. A tönk gyakran ívelt, belül üreges, szivacsos állagú, felülete erősen szemcsés. Tetején kis nyílás található. Színe kezdetben vöröses narancssárga, később fokozatosan elveszti intenzitását és rózsaszínes-fehéres lesz.
Felső harmadát kocsonyás állagú, zöldesbarna gleba (spóratömeg) fedi, amely általában nem éri el a tönk csúcsát. A gleba kellemetlen szagú (émelyítően édeskés, mások szerint fémes), amivel magához vonzza a döglegyeket. 
A tojás a tönk alján bocskort képez. A tojások sok esetben lassan nyílnak fel és akár két hét is eltelhet a teljes termőtest kialakulásáig.
A termőtest fehéres rizomorphákkal (gyökérszerű micéliumkötegekkel) kapcsolódik a talajhoz.
Spórái a glebába ágyazódnak. Felületük sima, alakjuk elliptikus vagy hosszúkás, méretük 3,5-5 x 1,5-2 μm.

### Hasonló fajok
Rokonaival, a közönséges kutyaszömörcsöggel (Mutinus caninus) vagy a málnavörös kutyaszömörcsöggel (Mutinus ravenelii) lehet összetéveszteni. 

## Elterjedése és termőhelye
Európában, Ázsiában és Észak-Amerikában honos. Magyarországon nagyon ritka, 2016-ban észlelték először.
Lombos erdőkben, réteken, jól trágyázott talajú legelőkön, kertekben, korhadt farönkök, ágak közelében található egyesável vagy kisebb csoportokban. A szerves anyagokat bontja. Spóráit a legyek terjesztik, melyeket a szagával vonzza magához. Júniustól szeptemberig. 
Éretlen, tojás formában elvileg ehető. Később szaga miatt visszataszító, de nem mérgező. A kutyapéniszre hasonlító gomba zavarba ejtette a prűd, viktoriánus természetjárókat. Charles Darwin Henrietta lányáról jegyezték fel, hogy a hajadonok erkölcsének védelmében összegyűjtötte a gombát az erdőben és titokban elégette a szobájában.   

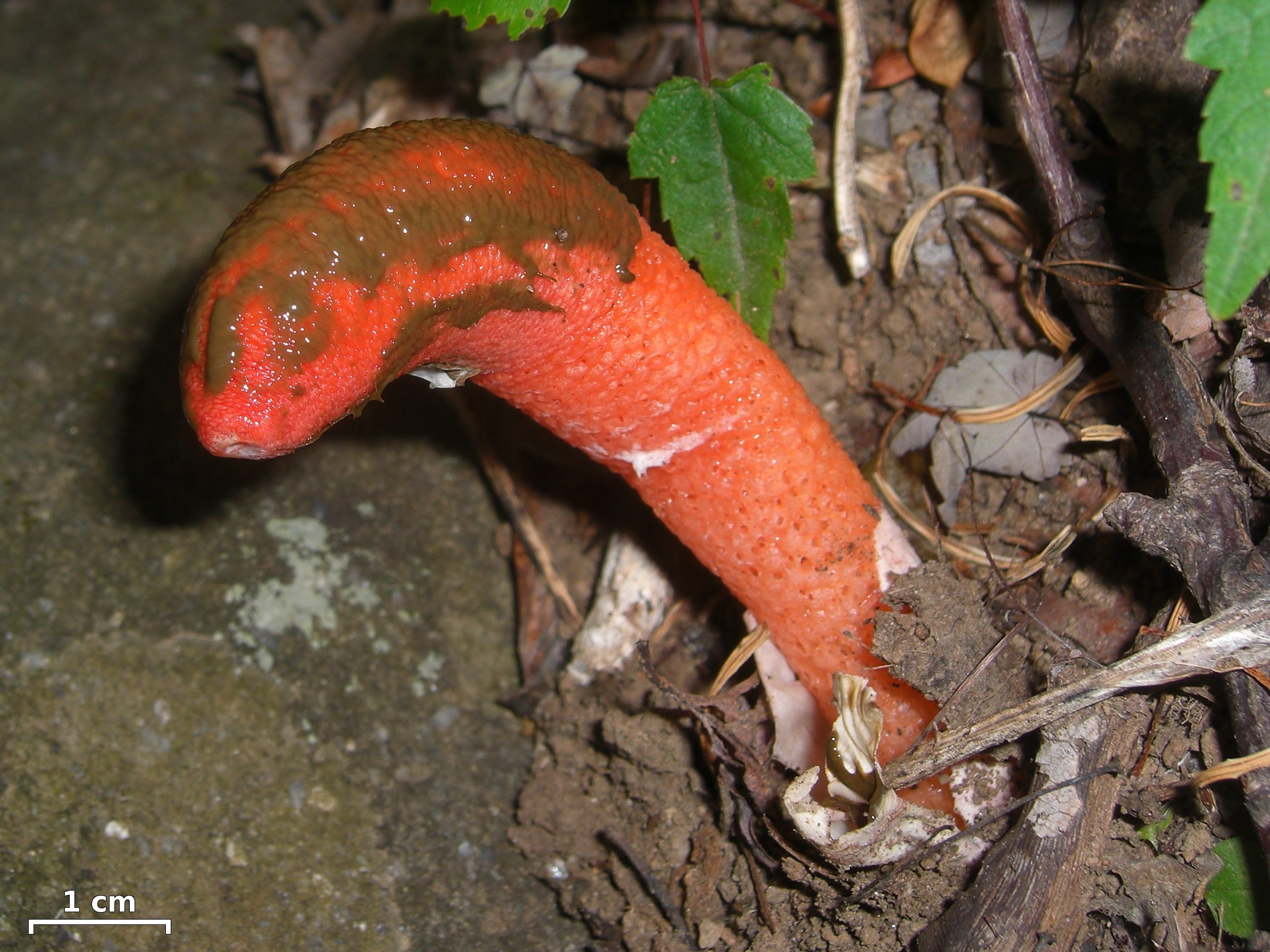
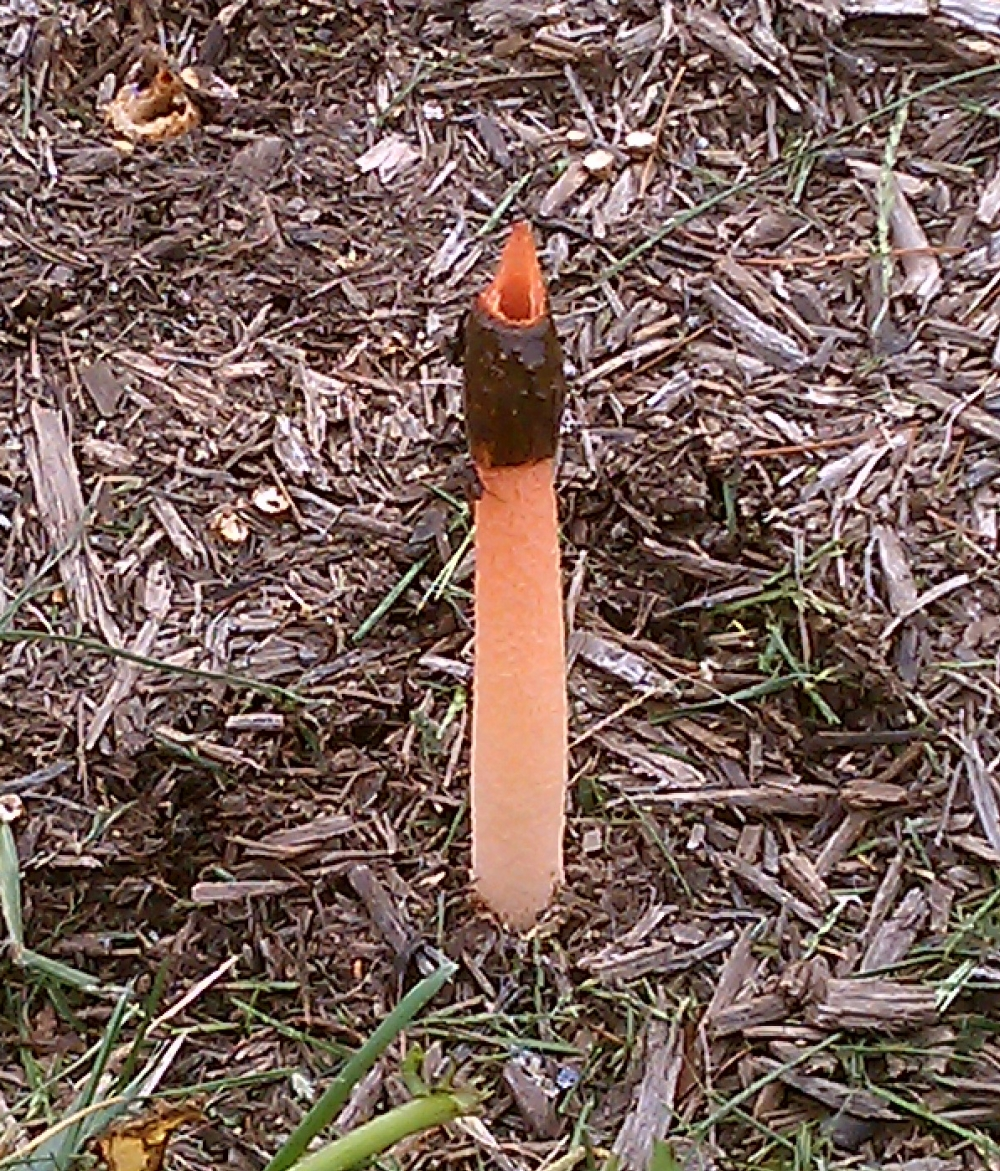
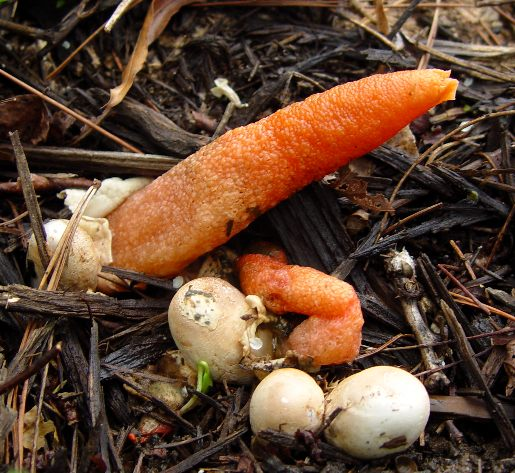
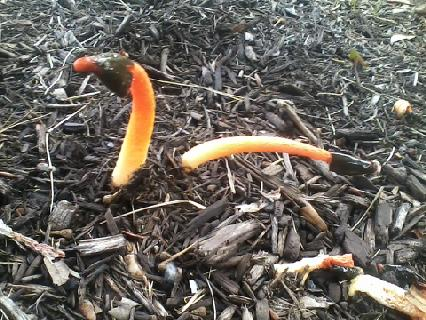
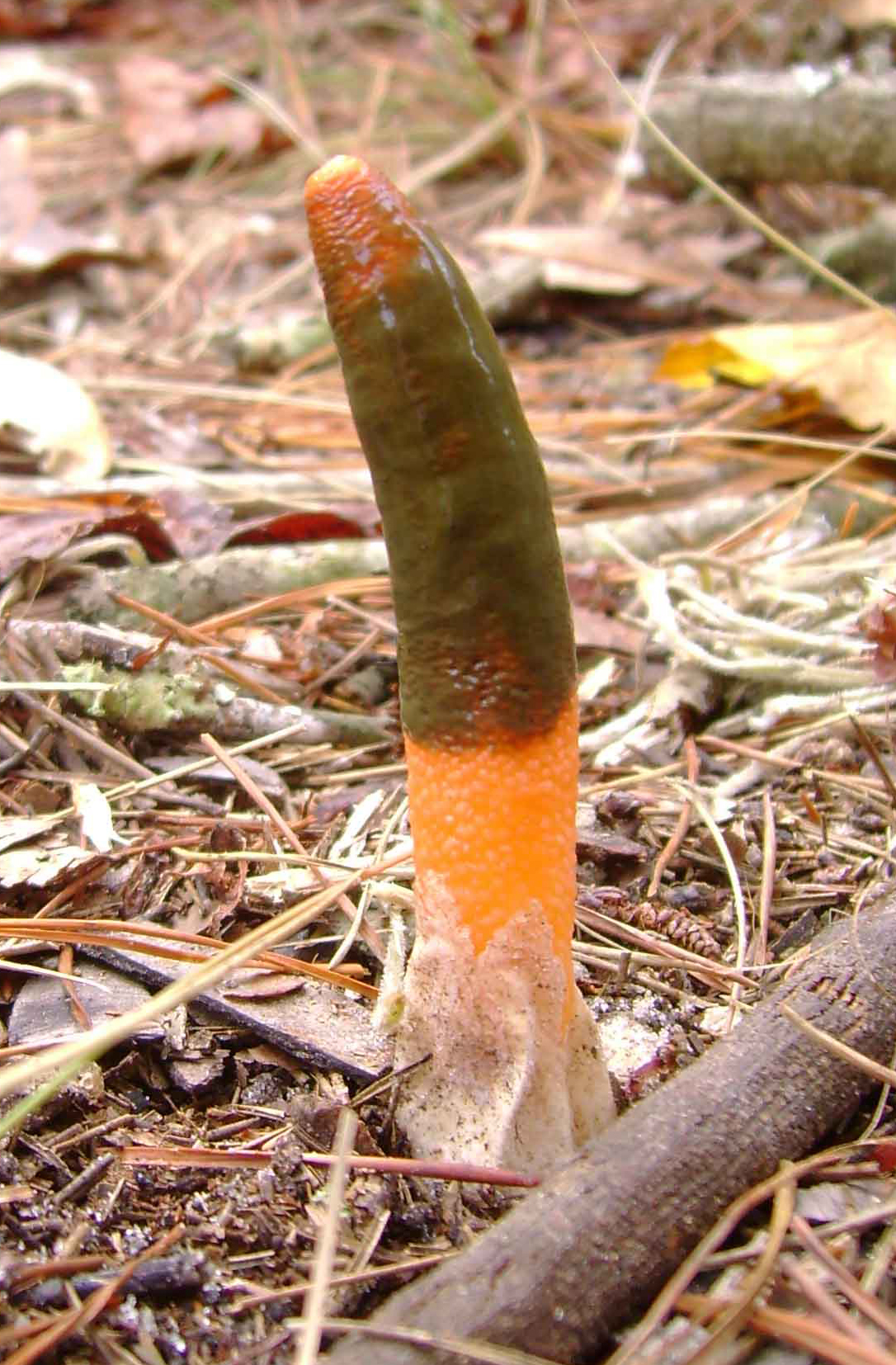